# BTX (alaplapszabvány)
Az informatikában a BTX (Balanced Technology eXtended) egy a PC-s alaplapok felépítésére vonatkozó szabvány.
Néhány IDF-fel (Intel Developer Forum) ezelőtt az Intel azt találta ki, hogy kifejleszt egy új alaplapszabványt, amely a várakozásai szerint majd felváltja a mindenki által jól ismert ATX-et. A munka Big Water kódnéven folyt, majd a cég 2003 őszén ismét egy IDF alkalmával hivatalosan elkeresztelte az eredményt BTX-nek.
Az ATX továbbfejlesztésének szánt BTX-et az alaplapgyártók szinte mind elutasították. Az ExtremeTech magazin szerint 2005 legsikertelenebb elképzelései közé tartozott.